# Timber Sycamore
Timber Sycamore var ett amerikanskt federalt sekretessbelagt hemligt program som gick ut på att träna rebeller och förse dessa med krigsmateriel i samband med det syriska inbördeskriget. Programmet var aktivt mellan slutet av 2012 alternativt början av 2013 och 2017. Timber Sycamore drevs av det amerikanska underrättelsetjänsten Central Intelligence Agency (CIA) medan Saudiarabien finansierade det till stora delar. Både Saudiarabien och Qatar stod för merparten av vapenleveranserna. De hade uppbackning av underrättelsetjänster från Frankrike, Förenade arabemiraten, Jordanien, Turkiet och Storbritannien.

## Historik
Under sommaren 2012 föreslog CIA:s generaldirektör David Petraeus för USA:s 44:e president Barack Obama (D) att programmet borde skapas men Obama sa då nej till det. Hans regering hade farhågor om att krigsmaterielet skulle hamna i fel händer såsom hos jihadistiska rörelsen Jabhat al-Nusra. Obama ändrade sig dock senare efter att bland annat ha blivit övertalad av Jordaniens kung Abdullah II och Israels premiärminister Benjamin Netanyahu om att USA borde ta en mer aktiv roll i Syrien. År 2013 signerade Obama en hemlig presidentorder som gav CIA rätt att skapa programmet. Det rörde sig om enorma mängder av krigsmateriel såsom handeldvapen, raketgevär, granatkastare och ammunition. Det uppskattades att USA pumpade in från totalt en miljard amerikanska dollar under programmets existens och till uppemot en miljard dollar årligen. Timber Sycamore drogs dock med omfattande korruption och stölder där vapenleveranser inte kom fram till rebeller utan såldes på svarta marknaden i Mellanöstern. En del av det som såldes användes mot amerikanarna själva.
Den 17 april 2014 publicerade journalisten Seymour Hersh en essä i London Review of Books och som handlade bland annat om att anonyma amerikanska statstjänstemän menade att USA:s diplomatiska beskickning i Benghazi i Libyen hade ingen riktig politisk roll. Den användes som en front för ett amerikanskt hemligt program med att beväpna syriska rebeller i det syriska inbördeskriget sedan 2012. En del av vapnen som levererades till rebellerna var faktiskt vapen som kom från Libyen och dess vapenarsenal. Enligt Hershs källor var ett liknande program uppe till diskussion mellan Obama och Turkiets president Recep Tayyip Erdoğan och där Qatar, Saudiarabien och Turkiet skulle deltaga i med stöd från CIA och brittiska underrättelsetjänsten MI6. Talesperson för CIA:s generaldirektör David Petraeus avfärdade detta och menade att det programmet verkställdes dock aldrig. I september 2017 rapporterade tysk media om att USA hade levererat krigsmateriel via deras tyska militära flygplats Ramstein Air Base i Ramstein-Miesenbach till bland annat Timber Sycamore, något som eventuellt kunde strida mot tysk lagstiftning. Tysklands förbundsregering hävdade att den hade inte blivit informerad om detta från amerikanskt håll.
Två månader tidigare hade USA:s 45:e president Donald Trump (R) beordrat, i samförstånd med USA:s nationella säkerhetsrådgivare H.R. McMaster och CIA:s generaldirektör Mike Pompeo, om att Timber Sycamore skulle upphöra med omedelbar verkan.